# Bataille de Gainesville
 (août 2017).
Si vous disposez d'ouvrages ou d'articles de référence ou si vous connaissez des sites web de qualité traitant du thème abordé ici, merci de compléter l'article en donnant les références utiles à sa vérifiabilité et en les liant à la section « Notes et références ».
Guerre de Sécession
Batailles
- Fort Sumter
- USS St. Lawrence
- Head of Passes
- Santa Rosa Island
- Port Royal

- Fort Pulaski
- 1er Pocotaligo
- Secessionville
- Simmon's Bluff
- Tampa
- St. Johns Bluff
- 2e Pocotaligo

- 1er Fort McAllister
- Wassaw Sound
- USS New Ironsides
- Fort Brooke

- Gainesville
- Olustee
- USS Housatonic
- Bataille de Mobile Bay
- Vernon

Natural Bridge

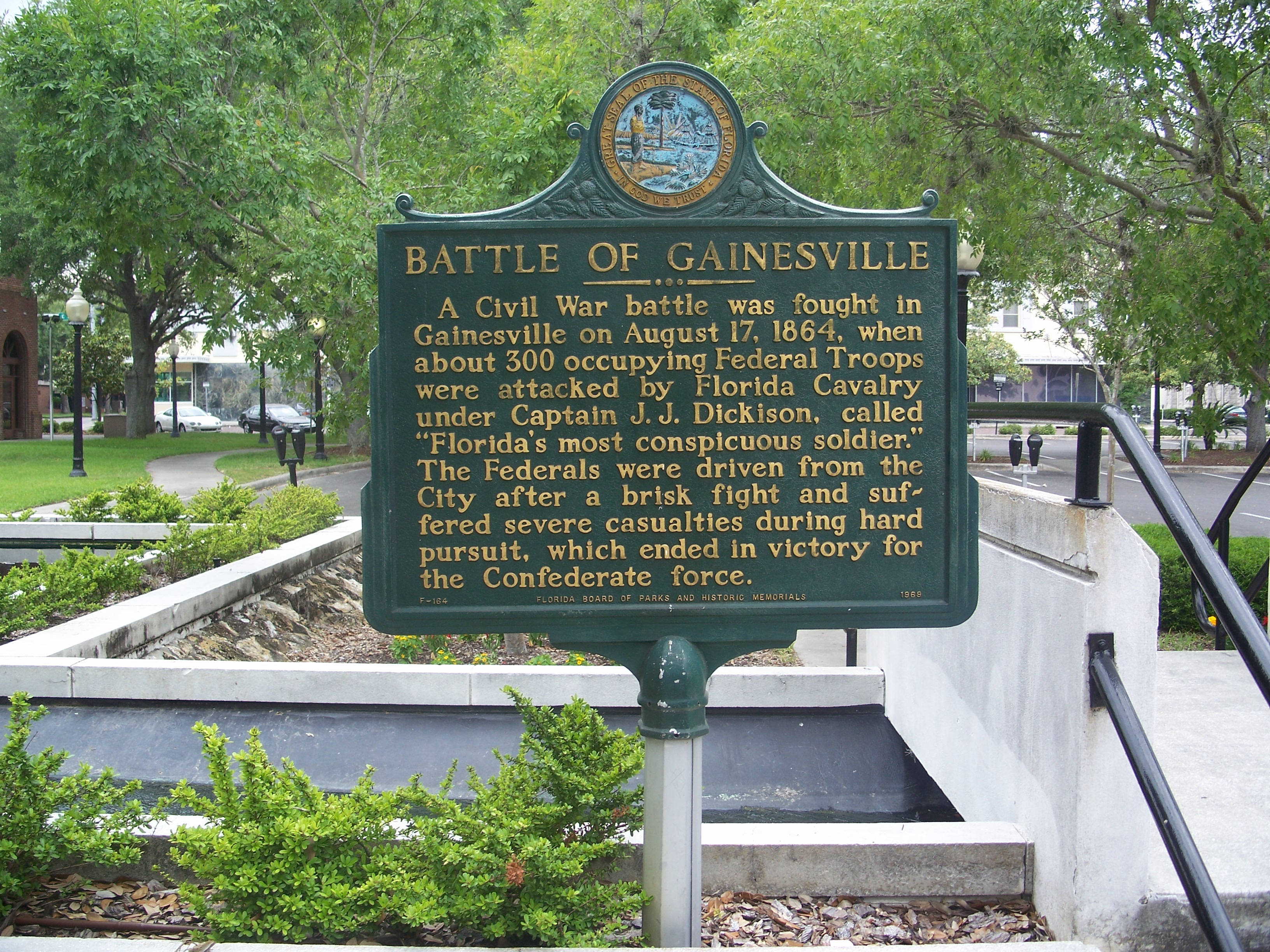
Gainesville, Floride : Plaque commémorative à l'extérieur de l'hôtel de ville : A propos de la bataille de Gainesville

La bataille de Gainesville est une bataille de la guerre de Sécession qui se déroula le 17 août 1864, à Gainesville, en Floride.

## Contexte
Gainesville est un point stratégique en Floride : elle se situe en effet à la jonction de plusieurs voies ferrées et accueille également un dépôt, ce qui donna lieu à une petite bataille durant cette guerre. Certains considèrent même que le lieu a connu deux batailles, bien que la première ne soit pour d'autres qu'une simple escarmouche. Le 14 février 1864, de petits combats eurent lieu quand environ 50 soldats de l'Union entrèrent dans la ville dans le but de capturer deux trains. La compagnie H de la deuxième cavalerie de Floride avec 130 hommes tenta de repousser cette incursion, mais ils furent vaincus par les forces de l'Union qui retournèrent victorieuses à Jacksonville après avoir tenu la ville.
Répertorié dans les ordres officiel de la guerre, l'ordre général signé par le brigadier général Truman Seymour le 17 février 1864 précise qu'il :

« … désire spécialement louer le capitaine George E Marshall, Co. G, 40th Massachusetts Mounted Volunteers, et son petit commandement de quarante-neuf hommes qui ont capturé et tenu Gainesville pendant cinquante-six heures, recevant et repoussant une attaque d'une force du double de la sienne, et, après avoir rempli avec succès sa mission, retournant à l'endroit désiré de rendez-vous [sic]. »

— Seymour

## Bataille principale
La bataille principale de Gainesville prend place le 17 août 1864 sur la place de la ville. De nombreux habitants de la ville purent ainsi regarder toute la scène à partir de leurs fenêtres.
L'armée de l'Union était composée de 342 soldats de la 75e infanterie montée de l'Ohio. Ces soldats étaient appuyés par deux compagnies de la 4e cavalerie du Massachusetts et trois canons du 3e d'Artillerie de Rhode Island sous le commandement du colonel Andrew L. Harris. Ceux-ci occupaient la ville lorsqu'ils furent pris à revers par environ 200 hommes de la seconde cavalerie de Floride commandée par le capitaine Jonathan J. Dickinson (Compagnies H et F). Ces derniers étaient aidés par des milices locales, par des éléments du cinquième bataillon de cavalerie de Floride et par deux petits canons. Au total, cela représentait une armée de 290 Confédérés (même si seulement 175 soldats participèrent aux combats).
La colonne de l'Union, fatiguée d'une longue marche durant une journée estivale chaude de Floride, fut prise par surprise et ne put se déployer correctement au début de l'attaque. Après seulement deux heures, les troupes de l'Union étaient chassées de la ville et avaient subi de nombreuses pertes. 28 soldats furent tués, 5 blessés, 86 portés disparus et 188 faits prisonniers. 260 chevaux furent également perdus, tout comme un obusier. Les Confédérés n'eurent que trois tués et cinq blessés (dont deux mourront par la suite). Seulement quarante soldats de l'Union purent s'échapper, dont le colonel Harris. Il fit un rapport selon lequel sa colonne avait été anéantie par une importante force confédérée comprenant entre 600  et   800 hommes et disposant de 3 canons.
Après avoir entendu cette histoire, les dernières troupes de l'Union présentes dans la région se replièrent dans les garnisons de Jacksonville et Saint Augustine. Les confédérés conservèrent Gainesville jusqu’à la fin de la guerre.